# 古螺
古螺（コーロア、ベトナム語：Cổ Loa / 古螺）は、甌雒の紀元前258年から208年の間の都。

## 考古

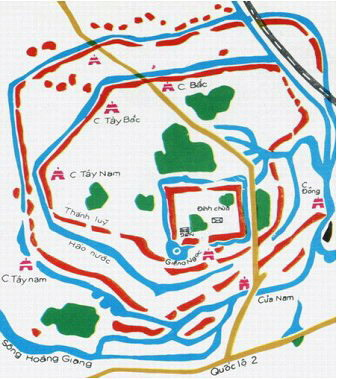
古螺古城

現在の地名でいえばハノイ北部のドンアイン県コーロア社であり、ハノイ中心部からは紅河を挟んだ対岸にあたる。
紀元前258年に安陽王は、首都封渓に古螺古城また《K'la》また白雞邑（ベトナム語：Kẻ-La ấp / 几羅邑）また雞村（ベトナム語: Xóm Gà）として知られる城塞を建築した。
3重の土塁と水堀から成り、外郭の周長は8km、中郭の周長は6.6kmある。内郭は、全周1.6km、高さ5〜10mに及ぶ。ホアン川とカー沼を組み込んで築かれた。
形が巻貝に似ていたことから螺（タニシ）城と呼ばれ、そのまま地域の語源となった
。
伝説によると、城塞は金の亀の助言に従って構築された。

## 書本
- 《元和郡縣志》：「昔秦人築城於武周塞以備胡，城將成而崩者數矣，有馬馳走周旋反复，父老異之，因依而築，城乃不崩，遂名馬邑」。
- 《嶺南摭怪 · 金龜傳》：講述趙佗攻打安陽王時，安陽王女兒媚珠被趙仲始欺騙，將「神機弩」交給趙佗而導致亡國的傳說。
- 《越甸幽靈集 · 廣利大王》：為有關國都昇龍的「龍度福神」被高駢鎮壓不遂的傳說及受越南人敬奉的情況。

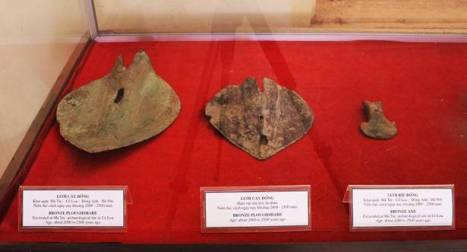
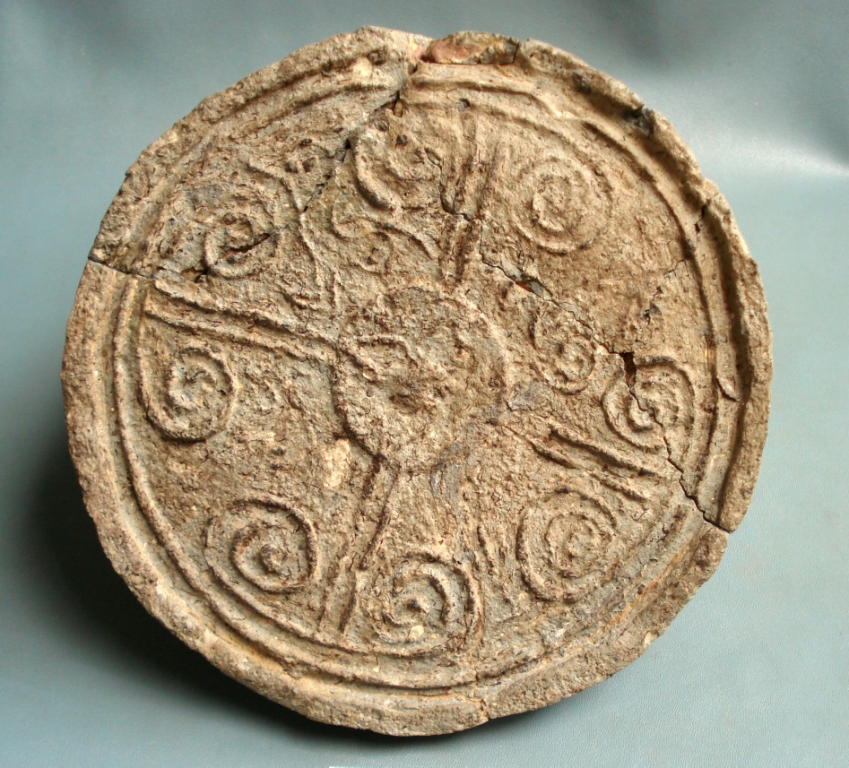
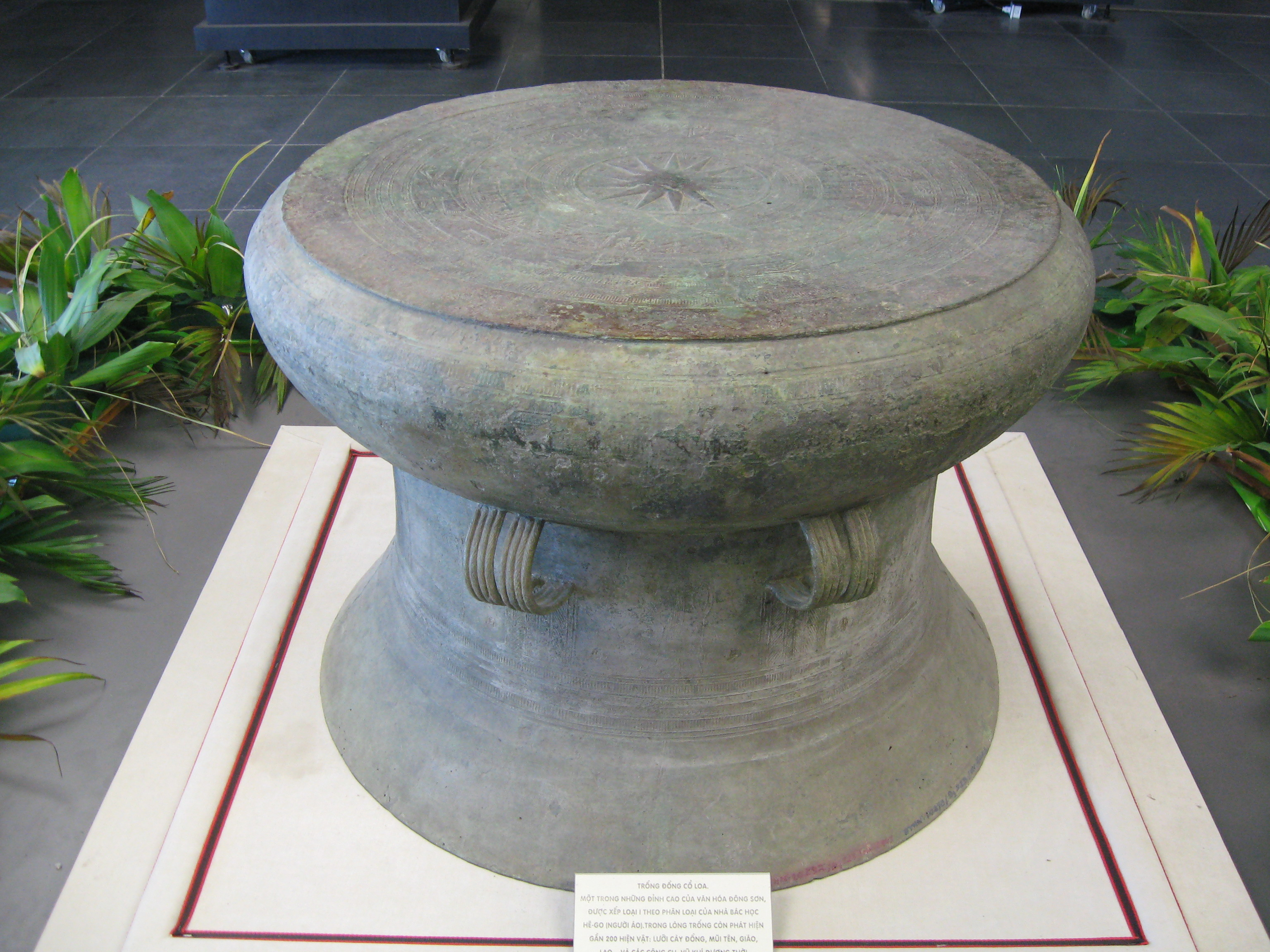